# Honolulu (film 2001)
Honolulu è un film del 2001 composto di 7 episodi diretti da Uschi Ferstl, Florian Gallenberger, Saskia Jell, Vanessa Jopp, Matthias Lehmann, Beryl Schennen e Sandra Schmidt. Nel cast compaiono Daniel Brühl, Alexandra Maria Lara e Julia Hummer.
Il nome "Honolulu" si riferisce alla capitale dello stato USA delle isole Hawaii ma gli episodi sono tutti ambientati in una località vicino a Monaco di Baviera e rappresentano episodi della vita di alcune persone aventi come elemento comune un autobus del paese.